# Estany de Bancells
L'Estany de Bancells és un estany d'unes 6 hectàrees de superfície, format originàriament per una revinguda del Tordera. Actualment s'alimenta d'aigües del freàtic i ateny una fondària de mig metre a les èpoques més favorables, tot i que arriba a assecar-se en altres èpoques de l'any. L'estany està totalment cobert per una freixeneda, que té l'aparença d'un bosc espès i inundable. Aquesta zona ha experimentat una degradació important per la construcció de la carretera GI-512, que ha destruït una part de l'antic estany i modifica el funcionament hidrològic del conjunt de l'espai. Al sector nord s'hi han fet moviments de terres i s'ha construït una planta de distribució de gas a la part pròxima a la carretera. Així doncs, actualment els hàbitats naturals es concentren gairebé únicament a un petit sector de la part SE.
D'aquest espai destaca un bosc de ribera inundable format bàsicament per freixes (Fraxinus angustifolia), amb alguns gatells (Salix cinerea), salzes (S. alba), roures i oms (Ulmus minor) (hàbitat d'interès comunitari 92A0 "Alberedes,
salzedes i altres boscos de ribera"). També s'hi havia identificat l'hàbitat 3150 "Estanys naturals eutròfics amb vegetació natant (Hydrocharition) o poblaments submersos d'espigues d'aigua (Potamion)", potser ja desaparegut degut a les agressions que ha sofert l'espai. A l'estrat herbaci s'hi havia citat el balcalló (Carex riparia), C. vulpina, C. remota, Butomus umbellatus, plantatge d'aigua (Alisma plantago-aquatica), Cyperus longus, Montia fontana chondrosperma, Peplis portula, Lythrum hyssopyfolia, Myosotis scorpioides, Ophioglossum vulgatum, Veronica acinifolia, Iris pseudacorus, etc. Pel que fa a la vegetació hidrofítica, s'hi havia citat Ludvigia palustris, Polygonum amphibium, Callictriche stagnalis, Callictriche brutia, Ranunculus peltatus i Ranunculus trichophyllus. Als voltants hi havia prats de dall que complementaven el valor natural de tota la zona.
Pel que fa a la fauna, s'hi coneixia la presència de la tortuga de rierol (Mauremys leprosa) i de la reineta (Hyla meridionalis). Hi ha encara tritó verd (Triturus marmoratus), tritó palmat (Lissotriton helveticus) i granoteta de punts (Pelodytes punctatus). L'expansió dels conreus, la sobreexplotació dels aqüífers i el pas o la instal·lació de diverses infraestructures, ja comentades, han provocat una greu degradació d'aquest espai. Caldria actuar de forma urgent per revertir els factors que l'estan fent desaparèixer.